# En directo 21-2-1987
En Directo 21-2-87 es el título del primer álbum en directo de la banda española de heavy metal, Obús.

## Grabación
El álbum recoge la grabación del concierto ofrecido por Obús el 21 de febrero de 1987 en el Pabellón de Deportes del Real Madrid ante 10.000 espectadores. En 1987, la banda contaba con cinco álbumes de estudio publicados y el reconocimiento masivo de público y crítica. Fue este el momento elegido para publicar su primer álbum en vivo, que además de los temas clásicos del repertorio de la banda, incluyó dos canciones inéditas, "Suena que atruena" y "Me persigues", este último publicado como sencillo por Chapa Discos ese mismo año. También se incluyó un solo de batería, ejecutado por Fernando Sánchez, bajo el título de "Metralla".

## Lista de canciones
| Disco 1 |                                                                                           |                         |          |  |
| N.º     | Título                                                                                    | Disco original          | Duración |  |
| 1.      | «Intro»                                                                                   |                         | 0:46     |  |
| 2.      | «Necesito más» (Fortu Sánchez, María Frutos)                                              | Dejarse la piel         | 3:56     |  |
| 3.      | «La raya» (Fernando Sánchez, Lourdes Sobrino)                                             | El que más              | 3:54     |  |
| 4.      | «El que más» (Francisco Laguna, Juan Luis Serrano, Carmen García Diestro*, Teresa Alonso) | El que más              | 3:24     |  |
| 5.      | «Autopista» (Fortu Sánchez, María Frutos)                                                 | El que más              | 4:54     |  |
| 6.      | «Va a estallar el obús» (Juan Luis Serrano)                                               | Prepárate               | 3:36     |  |
| 7.      | «Crisis» (Francisco Laguna)                                                               | Dejarse la piel         | 5:17     |  |
| 8.      | «Pesadilla nuclear» (Francisco Laguna, Juan Luis Serrano)                                 | Prepárate               | 4:20     |  |
| 9.      | «Dame amor» (Francisco Laguna, Juan Luis Serrano, Carmen García Diestro*, Teresa Alonso)  | Poderoso como el trueno | 4:33     |  |
| 10.     | «Te visitará la Muerte» (Fortu Sánchez, María Frutos)                                     | Pega con fuerza         | 3:50     |  |

| Disco 2 |                                                                               |                           |          |  |
| N.º     | Título                                                                        | Disco original            | Duración |  |
| 1.      | «Me persigues» (Francisco Laguna)                                             | (Tema inédito)            | 3:00     |  |
| 2.      | «Suena que atruena» (Fortu Sánchez, Juan Luis Serrano, María Frutos)          | (Tema inédito)            | 4:08     |  |
| 3.      | «Juego sucio» (Fortu Sánchez, María Frutos)                                   | El que más                | 3:42     |  |
| 4.      | «Metralla» (Fernando Sánchez)                                                 | (Solo de batería inédito) | 2:50     |  |
| 5.      | «Dinero, dinero» (Fortu Sánchez, María Frutos)                                | Poderoso como el trueno   | 5:20     |  |
| 6.      | «Complaciente o cruel» (Fortu Sánchez, Juan Luis Serrano)                     | Dejarse la piel           | 5:50     |  |
| 7.      | «Rómpelo» (Francisco Laguna, Juan Luis Serrano)                               | Dejarse la piel           | 3:42     |  |
| 8.      | «Mentiroso» (Fortu Sánchez, María Frutos)                                     | Dejarse la piel           | 3:20     |  |
| 9.      | «Vamos muy bien» (Francisco Laguna, Juan Luis Serrano, Carmen García Diestro) | El que más                | 6:49     |  |

## Personal

### Técnicos
- Diseño –  Manuel Cuevas
- Fotografía -  Julio Moya
- Ingeniero de sonido - Luis Fernández Soria, Marc Neuhaus
- Ingeniero (mezclas) - Dennis Herman

### Músicos
- Fructuoso "Fortu" Sánchez - Voz
- Juan Luis Serrano - bajo eléctrico y coros
- Paco Laguna - guitarra eléctrica y coros
- Fernando Sánchez - batería y coros
- Fernando Sancho - Teclados